# Sépulcre de la Vierge Marie

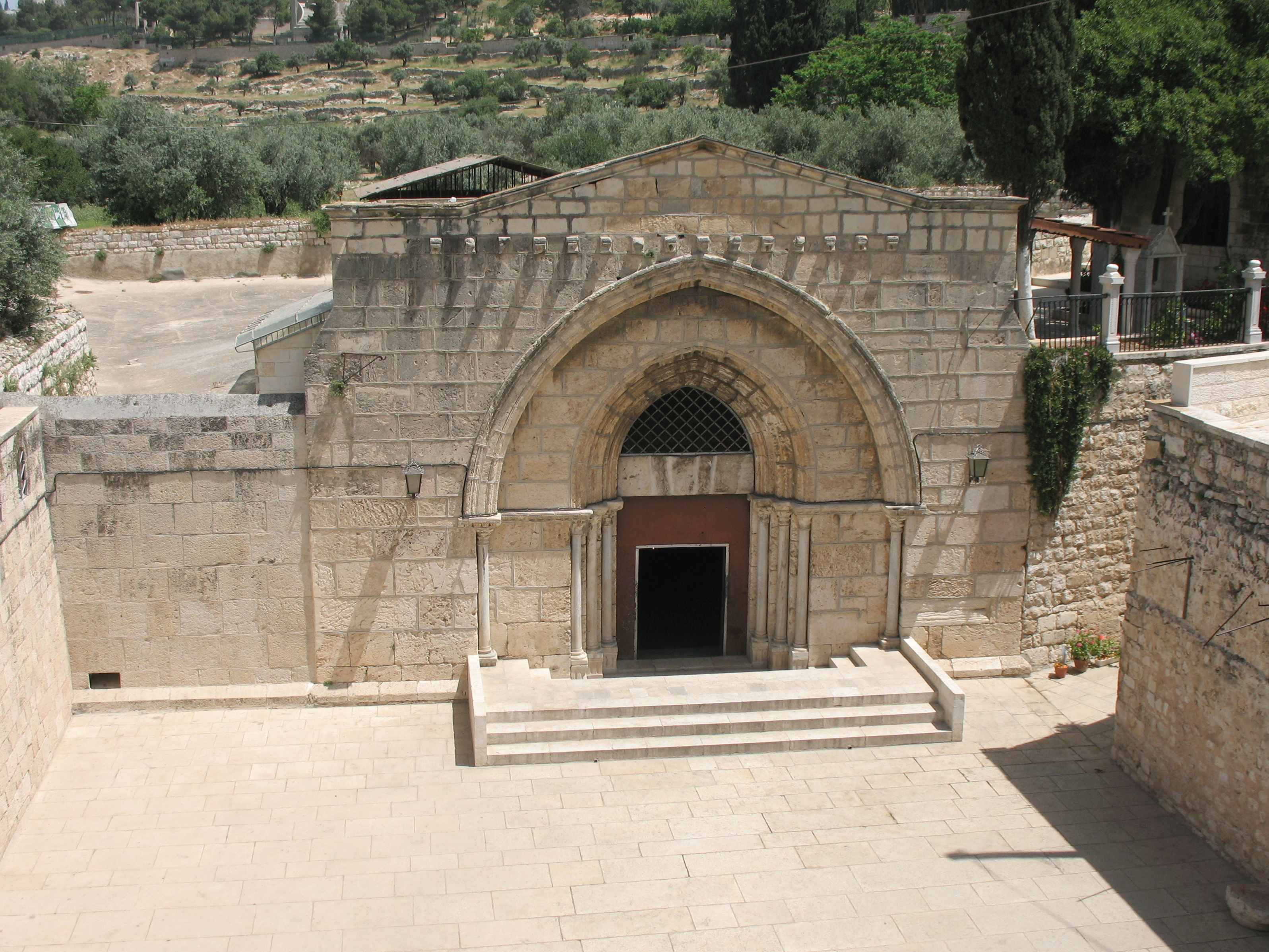
Façade de l'église.

L'église du Sépulcre de la Sainte Vierge est une église orthodoxe de la vallée du Cédron à Jérusalem, au pied du Mont des Oliviers. Elle appartient à l'Église grecque orthodoxe et à l'Église apostolique arménienne. L'Église syriaque orthodoxe, l'Église copte orthodoxe et l'Église éthiopienne orthodoxe y possèdent aussi des droits mineurs. Elle abriterait selon la tradition la tombe de la mère de Jésus, de son mari saint Joseph et de ses parents Anne et Joachim.

## Sources

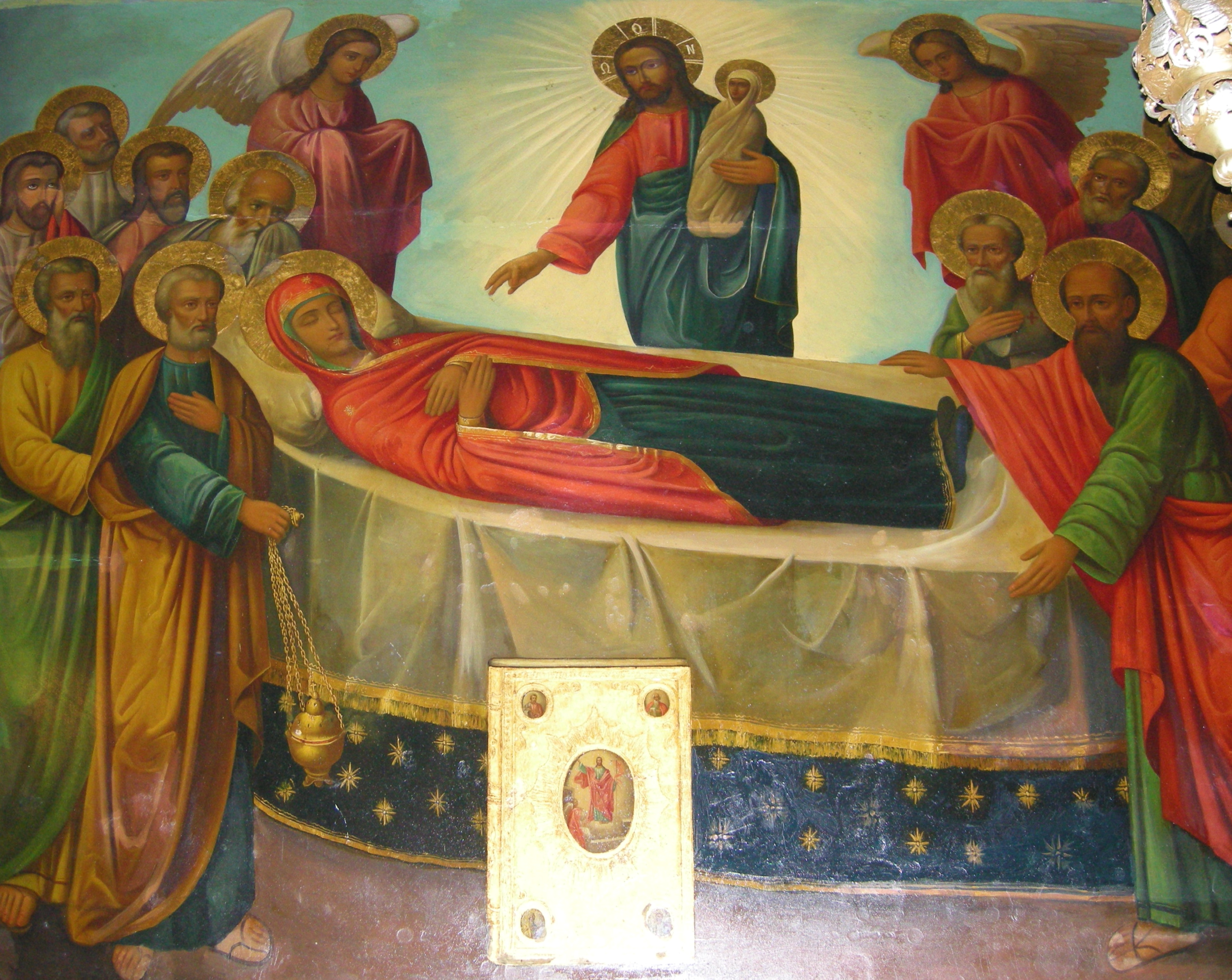
Icône arménienne de la dormition à l'intérieur de l'église.

Selon les Actes de Saint-Jean par Prochurus, écrits par Lencius en 160-170, à un âge fort avancé l'apôtre Jean s'est rendu accompagné de Prochurus, à Éphèse, après la mort de Marie, ce qui contredirait la thèse selon laquelle la Vierge a terminé ses jours dans cette ville. Les sources patristiques s'accordent pour souligner qu'elle n'y vécut que quelques années. De plus Denys l'Aréopagite écrit dans une lettre à l'évêque Titus en 363 que selon la tradition locale Marie a son tombeau à Gethsémani. En 395 le bréviaire de Jérusalem mentionne le tombeau de Marie comme étant « dans la vallée de la basilique de Sainte-Marie ». Les auteurs de l'époque byzantine mentionnent aussi cet endroit. C'est dès l'époque constantinienne qu'une église est construite sur les lieux.
L'archéologue franciscain Bellarmino Bagatti (en) procède à des fouilles consécutives à une inondation, en 1972, et découvre que l'église a bien été bâtie sur les restes d'un cimetière du Ier siècle (à l'époque en dehors de Jérusalem) consistant en trois chambres funéraires. Alviero Niccacci estime que c'est cet endroit qui est visé par des écrits comme le « Transitus Mariae » ou la « Dormitio Virginis » et que la tombe aurait été gardée dans son état original par des communautés judéo-chrétiennes. Toutefois les historiens estiment qu'aucun lieu de culte chrétien, pas même le Golgotha, n'est historiquement attesté à Jérusalem avant le IVe siècle. Jérusalem a entièrement été rasée à l'issue de la défaite de la Révolte de Bar Kokhba (135), en représailles à cette révolte. Les sources juives et chrétiennes mentionnent qu'après la destruction de la ville le légat romain a fait passer une charrue pour labourer la surface de la nouvelle cité. Une nouvelle ville appelée Ælia Capitolina est alors construite sur l'emplacement de Jérusalem dans des dimensions plus petites que la ville juive, sur le plan d'une colonie romaine. Les Juifs, toutes tendances confondues sont expulsés de la ville comme de l'ensemble de la Chôra, qui s'étend sur une partie importante de la Judée. Les survivants du mouvement nazôréen créé par Jésus ont été expulsés de la ville avec les autres juifs, et cette interdiction était encore en vigueur lors de la conversion de Constantin. Par ailleurs, dans les Actes de Pilate, le gouverneur romain dit à Jésus « tu seras crucifié sur le lieu même où tu as été arrêté ». Or, les trois évangiles synoptiques indiquent que Jésus a été arrêté dans le jardin de Gethsémani, ce qui indique que Gethsémani où Marie a été inhumée était proche du Golgotha. Avec l'érasement de la ville et l'interdiction à tous les Juifs de revenir dans une bonne partie de la Judée sous peine de mort, la localisation des sites mentionnés dans les textes juifs a en effet été perdue et par exemple le mont Sion cesse de désigner l'Ophel et le mont du Temple pour se transférer sur le site actuel,.
Deux églises sont construites ensuite l'une sur l'autre en 326. C'est ici que saint Dosithée eut le désir de mener une vie ascétique et se mit sous la direction spirituelle de Dorothée de Gaza.

## Historique

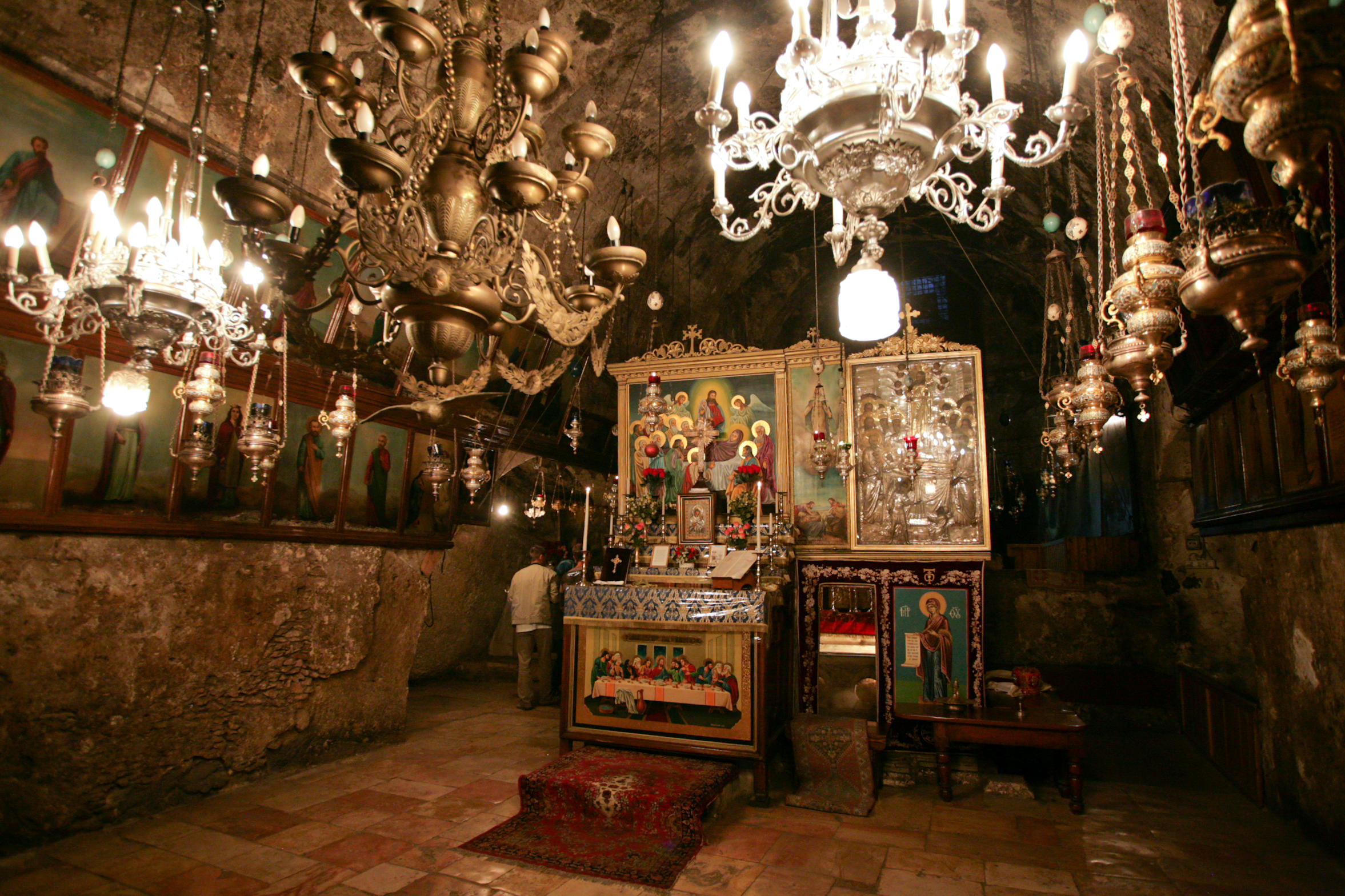
Autel arménien, à la voûte ornée de lampes éternelles à huile suspendues surmontées d'« œufs d'autruche ».

Une église supérieure est construite à l'époque du patriarche Juvénal au Ve siècle. Cette église octogonale, avec une vaste colonnade, avait une abside abritant le supposé Tombeau de la Vierge, mais elle fut probablement détruite par l'invasion perse de 614. Bien qu'elle ait été reconstruite et démolie encore par les musulmans, sans que l'église inférieure ne soit touchée, le tombeau, dans la crypte, fut préservé sous les décombres.
Les croisés restaurent et agrandissent l'église en 1130 et elle fait alors partie d'un ensemble monastique bénédictin, appelé « abbaye Sainte-Marie de la vallée de Josaphat ». On descend à l'intérieur par un escalier monumental de quarante-huit marches, car le sol de la vallée du Cédron était bien plus bas à l'époque évangélique. La façade est remaniée, telle qu'on la voit aujourd'hui ; on ajoute des colonnes romanes et l'intérieur de l'église est décoré de fresques à dominante rouge sur vert. L'abbaye est surplombée de trois tours pour assurer sa protection.
L'église est ravagée par Saladin en 1187, mais la crypte (église inférieure), demeure plus ou moins intacte. Il ne reste plus que la façade sud et l'escalier, les autres éléments sont utilisés pour renforcer les remparts de Jérusalem.
Les franciscains, qui étaient revenus de manière permanente un siècle auparavant, obtiennent le droit de reconstruire l'église supérieure au XIVe siècle. Lors de la prise de la Palestine par les Ottomans en 1516, les franciscains sont chassés et l'église est acquise par le patriarcat orthodoxe de Jérusalem en 1757.

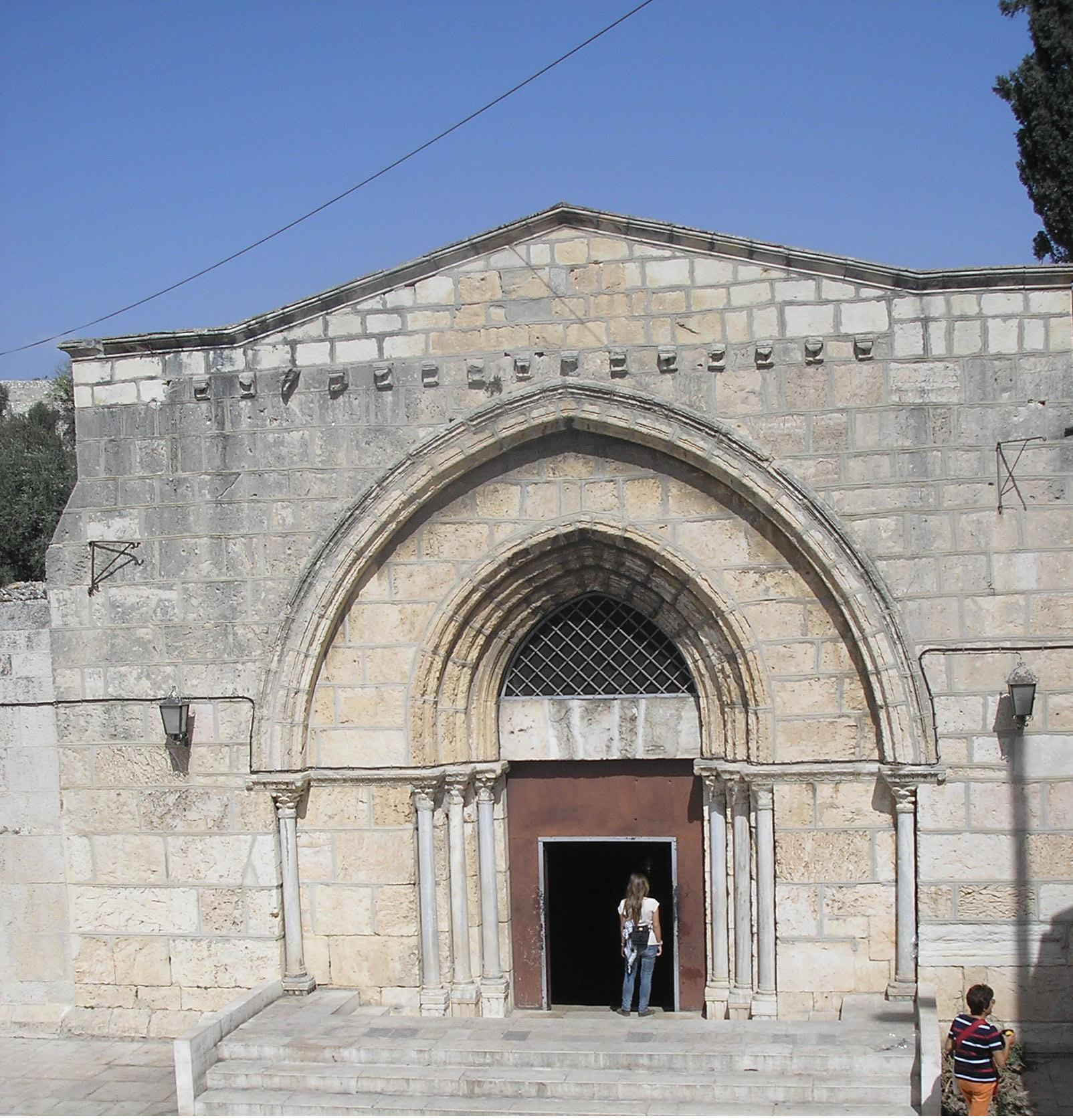
Entrée de l'église du Sépulcre de Marie.
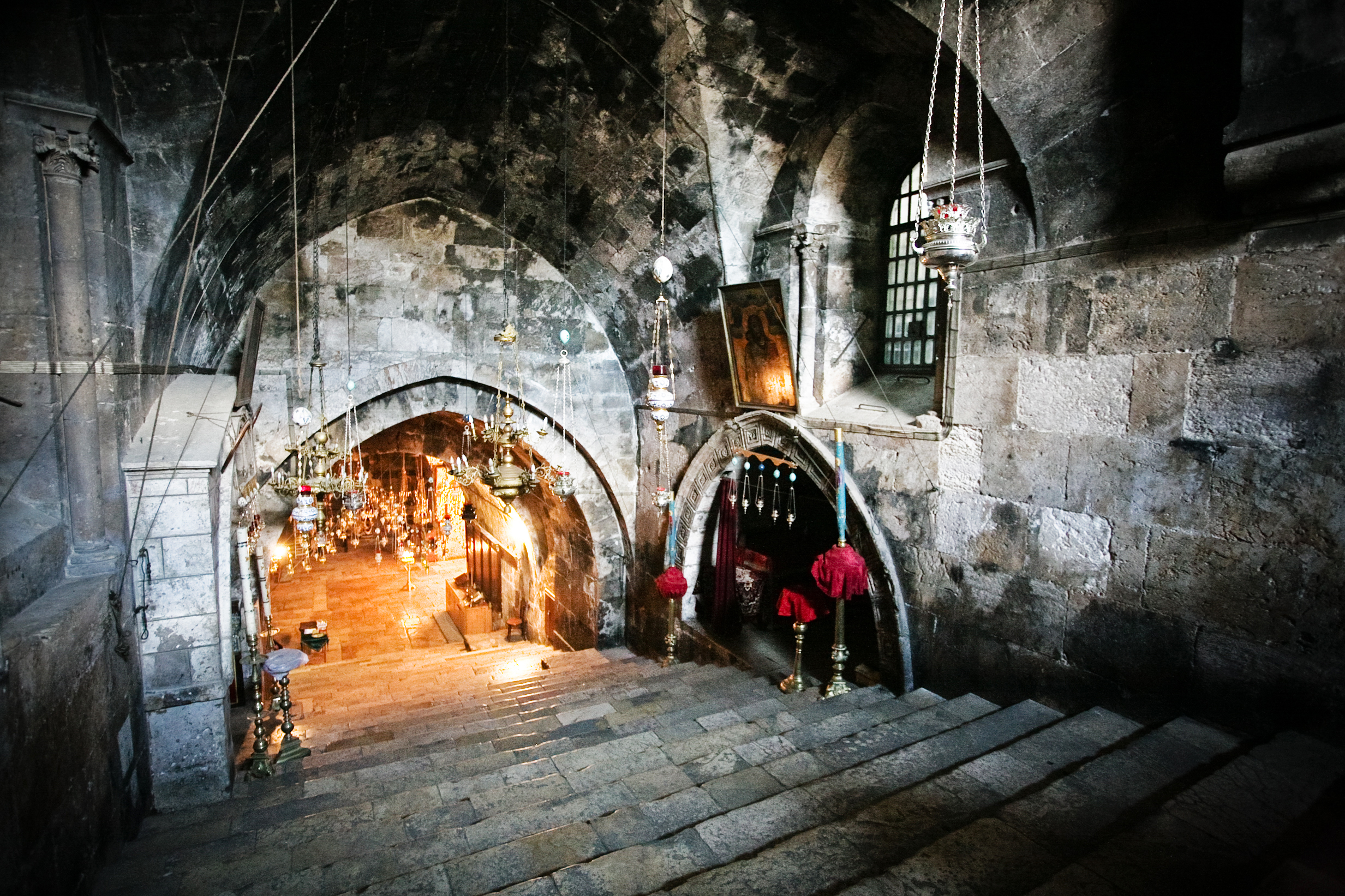
Escalier des croisés menant au Sépulcre.
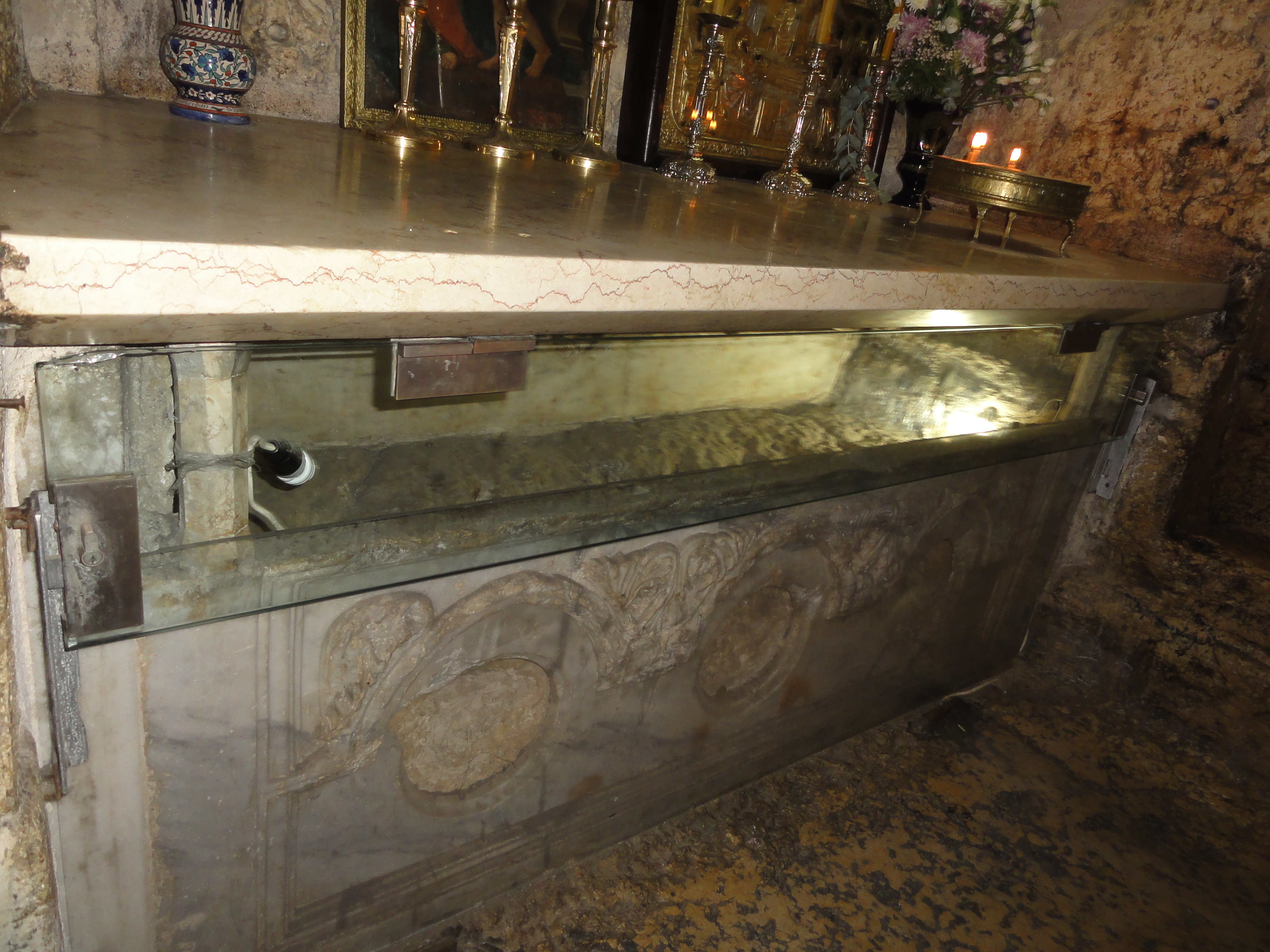
Le sarcophage en marbre de la tombe dite de Marie qui date du Ier siècle est en réalité un banc rocheux plein[15] qui n'est pas creusé à la façon d'un sarcophage[16].
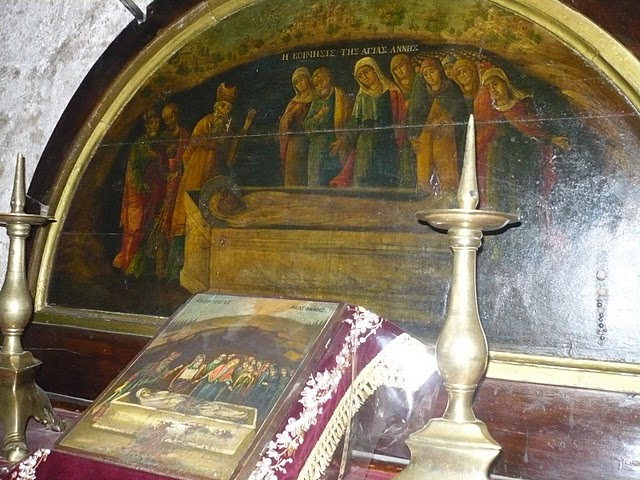
Fresques du Sépulcre de Marie.
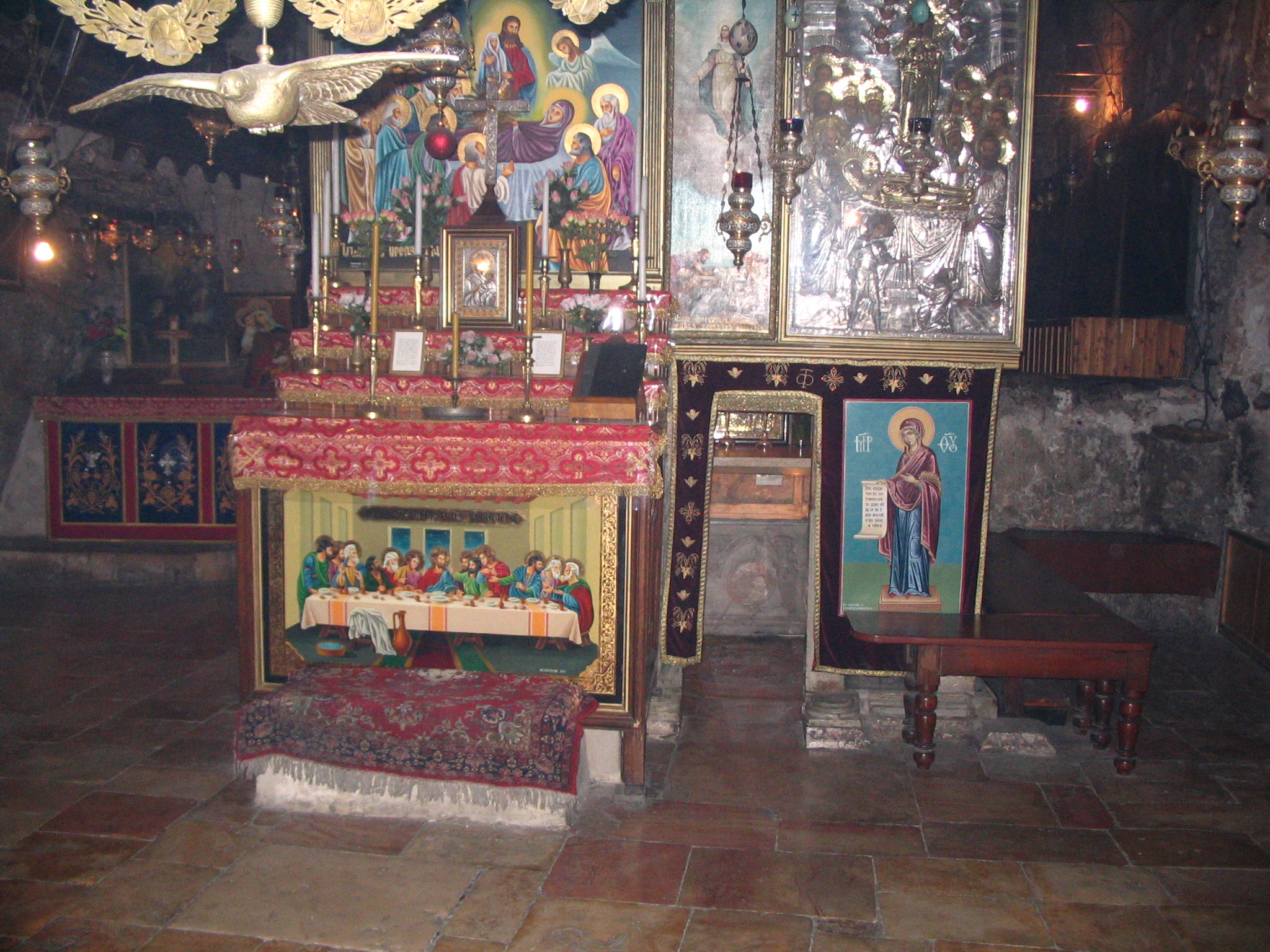
Extérieur du sarcophage et autels.
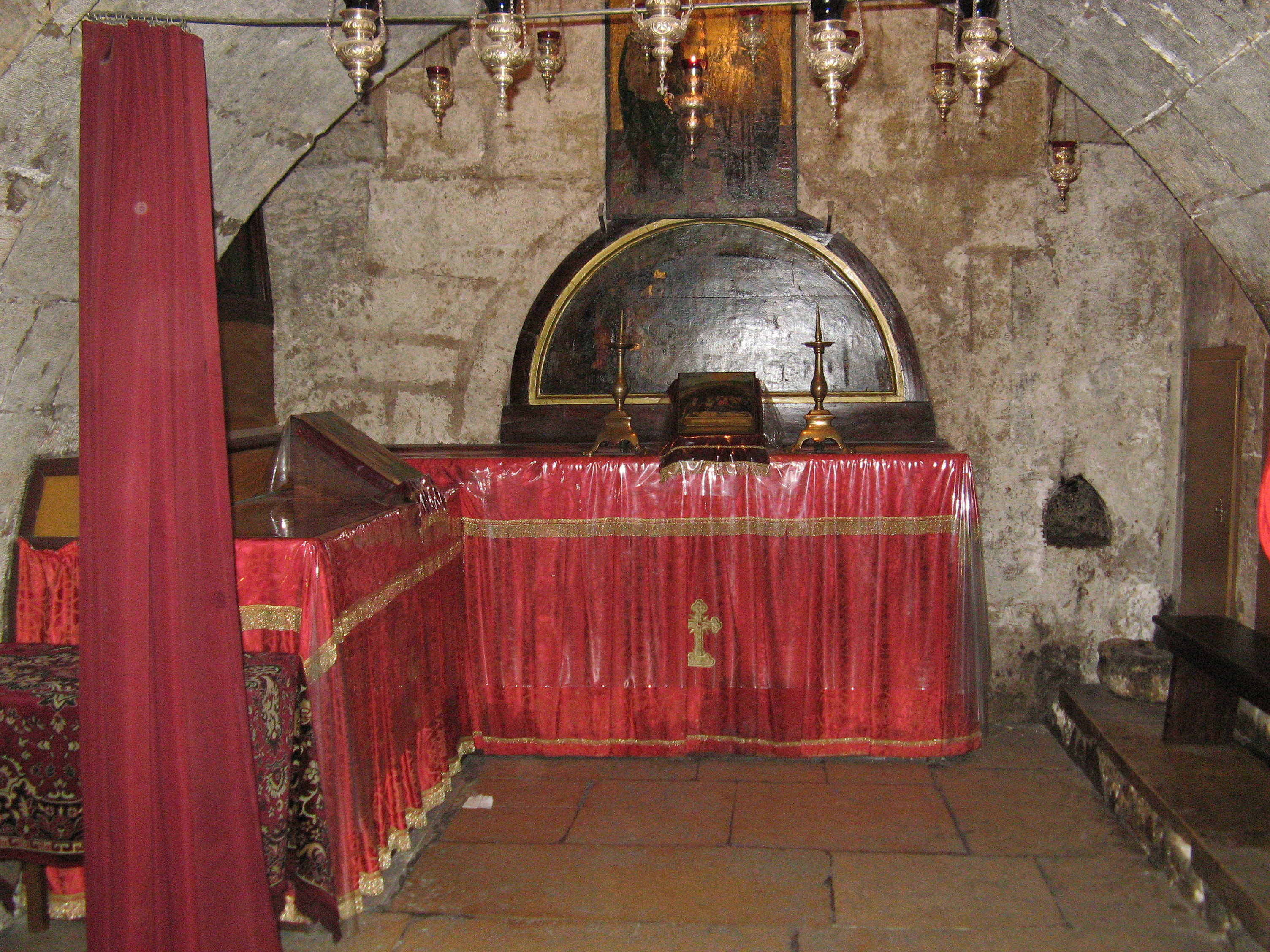
Tombe de la reine Mélisende.
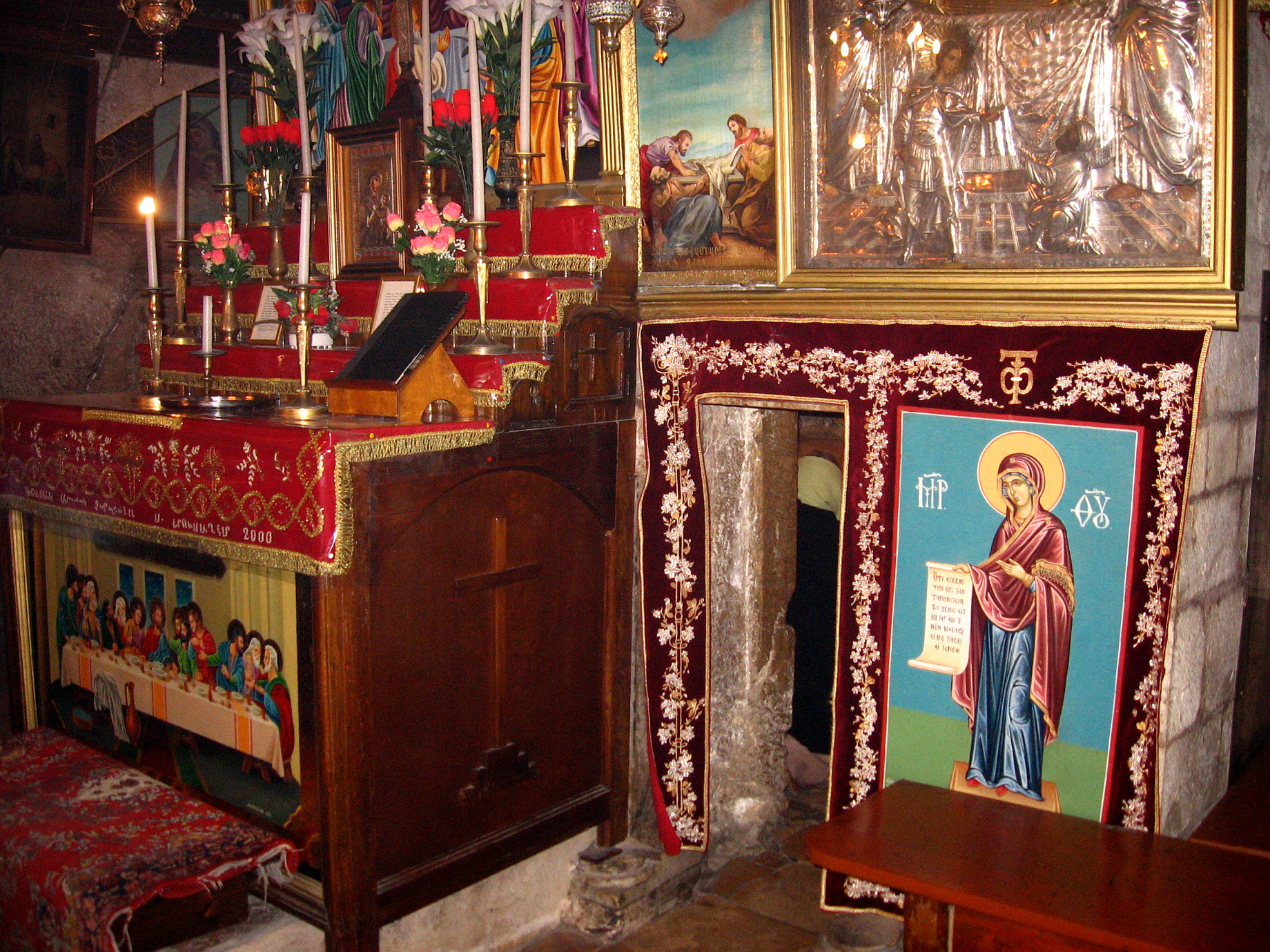
Entrée du sarcophage, à gauche l'autel arménien.
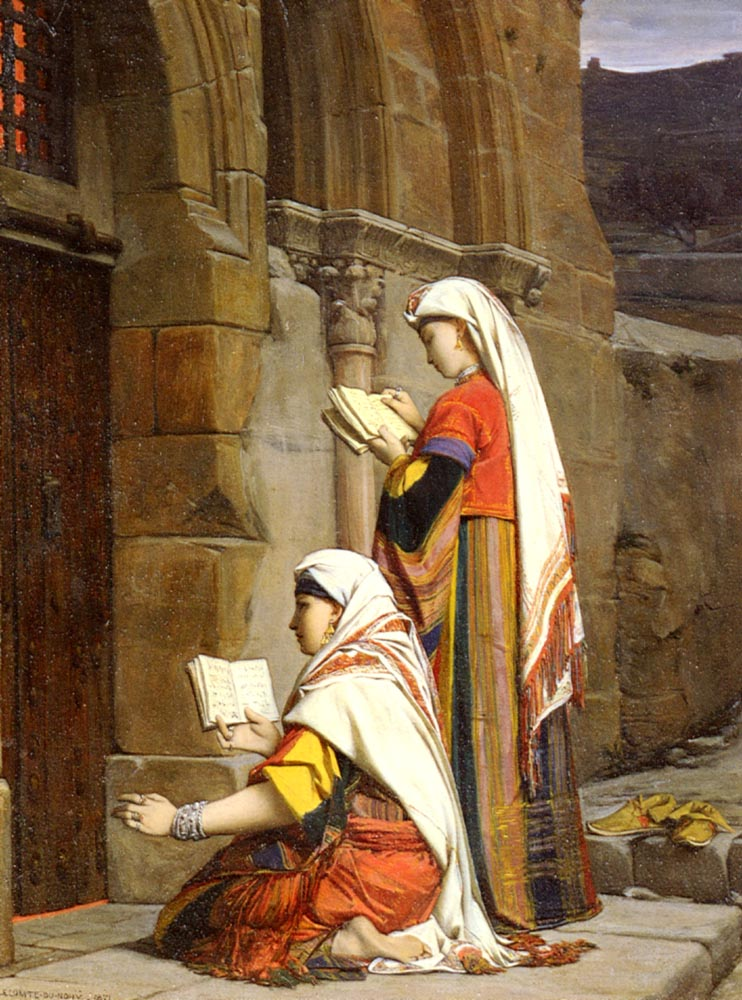
Lecomte du Nouÿ, chrétiennes priant devant l'église du Sépulcre de Marie (1871).

## Architecture

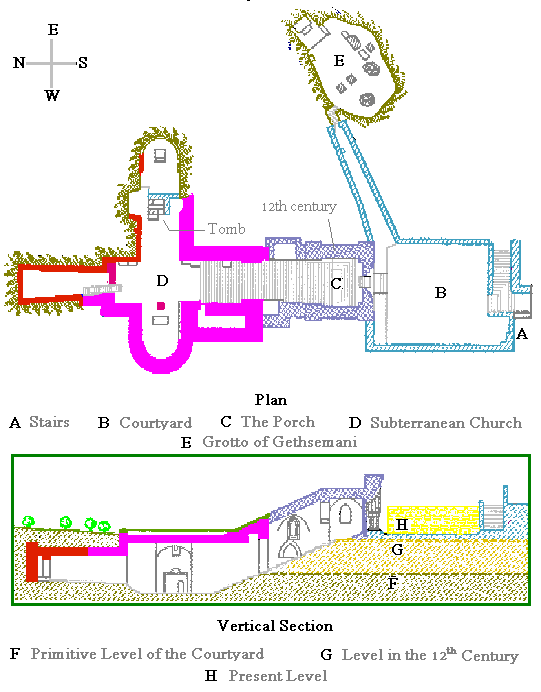
Plan et vue en coupe de l'église.

L'église est précédée, au sud, d'un parvis entouré de murs. Creusée dans la roche, elle est de plan cruciforme. On y accède par un escalier construit par les croisés au XIIe siècle. Tout de suite à droite se trouve l'autel de saint Étienne. En descendant à gauche, du côté occidental, se trouve la chapelle Saint-Joseph (abritant selon la tradition l'époux de Marie dans une niche prévue d'abord pour le tombeau de Baudoin II), appartenant aux Arméniens depuis 1814. Une niche à droite, côté oriental, correspond à la chapelle Sainte-Anne-et-Saint-Joachim, qui serait selon la tradition la tombe des parents de Marie, Anne et Joachim, initialement construite pour contenir le tombeau de la reine Mélisende, fille de Baudoin II et mère de Baudoin III, roi de Jérusalem, qui fit restaurer l'église en 1167. Son sarcophage a été enlevé de là par les orthodoxes grecs. L'entrée se trouve à la vingt-troisième marche.
Du côté est de l'église on accède à la chapelle du Sépulcre de Marie. Les autels des Grecs et des Arméniens s'en partagent l'abside. Du côté ouest on remarque l'autel des Coptes. Il y a aussi un mihrab datant de l'époque où les musulmans y avaient des droits.